# Den stora kapplöpningen jorden runt
Den stora kapplöpningen jorden runt (engelska: The Great Race) är en amerikansk komedifilm från 1965 i regi av Blake Edwards.

## Rollista i urval
- Tony Curtis - Leslie Gallant III, "den store Leslie"
- Natalie Wood - Maggie DuBois
- Jack Lemmon - professor Fate / prins Haprik
- Peter Falk - Maximilian "Max" Meen
- Keenan Wynn - Hezekiah Sturdy
- Arthur O'Connell - Henry Goodbody
- Vivian Vance - Hester Goodbody
- Dorothy Provine - Lily Olay
- Larry Storch - Texas Jack
- Ross Martin - baron Rolfe von Stuppe

- George Macready - general Kuhster
- Marvin Kaplan - Frisbee
- Hal Smith - borgmästaren i Boracho
- Denver Pyle - sheriffen